# Двадцать шесть бакинских комиссаров (фильм)
«26 бакинских комиссаров» — исторический фильм-драма о событиях Гражданской войны на Закавказье и Закаспии.

## Сюжет
Окруженный британскими и немецко-турецкими войсками, отрезанный от РСФСР и других советских республик Баку оказывается в кольце блокады. Руководители Бакинского Совета вынуждены сдать власть интервентам, что приводит к аресту и трагической гибели руководителей Бакинской коммуны — двадцати шести комиссаров (Шаумяна, Джапаридзе, Азизбекова и других).

## В ролях
- Владимир Самойлов — Степан Георгиевич Шаумян
- Мелик Дадашев — Мешади Азизбеков
- Тенгиз Арчвадзе — Прокофий Апрасионович Джапаридзе
- Геннадий Бойцов — Иван Тимофеевич Фиолетов
- Семён Соколовский — Григорий Константинович Петров
- Валериан Виноградов — Владимир Фёдорович Полухин
- Игорь Юрашас — Эйжен Августович Берг
- Никита Жалнин — Фёдор Фёдорович Солнцев
- Эльданиз Зейналов — Везиров
- Иван Косых — Яков Давидович Зевин
- Эдуард Изотов — Иван Васильевич Малыгин
- Гуж Манукян — Григорий Николаевич Корганов
- Владимир Пицек — Меер Велькович Басин
- Лоренц Арушанян —  Сурен Григорьевич Осепян
- Юрий Мартынов — Иван Яковлевич Габышев
- Нерсес Сетханян — Арсен Минаевич Амирян
- Джаббар Алиев — Татевос Минасович Амиров
- Леонид Евтифьев — Соломон Абрамович Богданов, член Военно-революционного комитета
- Владимир Ферапонтов — Анатолий Абрамович Богданов
- Хачик Назаретян — Арменак Артёмович Борян
- Виктор Мурганов — Исай Абрамович Мишне
- В. Вышковский — Арам Мартиросович Констандян
- Вреж Акопян — Марк Романович Коганов
- Петр Любешкин — Павел
- Николай Волков (старший) — генерал Денстервиль
- Николай Крюков — английский консул
- Ефим Копелян — генерал Бахчаров
- Николай Бриллинг — Тиг Джонс
- Наталья Климова — Джейн
- Фрунзик Мкртчян — Гочи, маузерист
- Борис Бибиков — русский генерал
- Николай Бармин — Фунтиков
- Тамара Кокова - жена Джапаридзе
- Нина Головина - жена Фиолетова
- Пётр Соболевский - "человек-скелет"
- Руслан Ахметов - Ашраб
- Рза Афганлы - Сулейман
- Исмаил Османлы - Шахбазов
- Адиль Искендеров - Хачатуров
- Мухлис Джанизаде - бандит
- Куллук Ходжаев - солдат
- Барасби Мулаев - сын сестры Шахбазова
- Владимир Анисько - Семёнов
- Фатех Фатуллаев - врач
- Дадаш Кязимов - Мустафа
- Бахадур Алиев - помощник Азизбекова
- Мирза Бабаев - офицер
- Ахмед Ахмедов - Ахмед
- Артавазд Пашаян — офицер
- Артык Джаллыев — туркменский офицер
- Фазиль Салаев — индус
- Аждар Ибрагимов - Ахмед, турецкий офицер
- Алекпер Гусейн-заде - старый тесть
- Афрасияб Мамедов - местный житель
- Офелия Мамедзаде - певица
- Салман Дадашев - Иван Михайлович Николаишвили, личный охранник Джапаридзе
- Назик Ибрагимов - сын Шаумяна
- Алик Гусейнов - сын Шаумяна
- Осман Хакки - турецкий офицер
- Али Халилов - бей, бичующий себя
- Николай Михайлов - Сочковский
- Николай Сибейкин - участник заседания
- Ашот Нерсесян - Сурен

## Награды
- 1968 - Вторая премия за лучший историко-революционный фильм на Всесоюзном Кинофестивале в Ленинграде.